# Franz Hoffmann (író)
Alexander Friedrich Franz Hoffmann (Bernburg, 1814. február 21. – Drezda, 1882. július 11.) német ifjúsági író.

## Élete
Eleinte könyvkereskedő volt, de ezt a foglalkozást abbahagyta és Halléban filozófiát és természettudományokat hallgatott. Irodalmi munkásságát az Ezeregy éj meséinek az ifjúság számára való átdolgozásával (8. kiad., Stuttgart, 1886) kezdte meg. Úgy ezeket, mint eredeti ifjúsági írásait mindenütt osztatlan tetszéssel fogadták. 1840-től több mint száz elbeszélés, mese stb. jelent meg tőle. 1846-tól a Deutscher Jugendfreund című lapot adta ki, amely szintén közkedveltségnek örvendett Németországban. Ifjúsági írásainak java része magyarra is le van fordítva.

## Magyarul
- Loango. Elbeszélés ifjú barátim számára; ford. Kún Béla; Emich, Pest, 1862 (Hoffmann elbeszélései)
- A bankjegyek. Elbeszélés az ifjúság számára; ford. Szabó Antal; Lampel, Pest, 1862
- A régi jó időkből. Németből szabadon átdolgozta Kasztner Janka. Győr: Gross.